# Hadena echii
Hadena echii là một loài bướm đêm trong họ Noctuidae.